# Gobernación de Ahmadí
Ahmadí (en árabe: الاحمدي āl-Āħmadī) es una gobernación de Kuwait localizada en el extremo sureste del país.

## Territorio y población
Al Ahmadi cuenta con una superficie de 5.120 km² y una población de 393.540 habitantes (2005). La capital es la ciudad portuaria homónima de Al-Ahmadî, fundada en 1946 gracias al desarrollo de la industria del petróleo y en la cual viven 23.900 habitantes. Aquí se encuentra la sede de la Kuwait Oil Company.
La gobernación mencionada en este artículo se localiza entre las siguientes coordenadas a saber: 29°04′37″N 48°05′2.4″E / 29.07694, 48.084000.
- Datos: Q552354
- Multimedia: Ahmadi Governorate / Q552354